# Vidar Bjørnstad
Vidar Bjørnstad, född 1 september 1955 i Tolga, är en norsk politiker i arbeiderpartiet, invald under fyra mandatperioder i Stortinget 1993–2009.